# Stazione di Acquatetta
Acquatetta è una piccola stazione intermedia della linea ferroviaria Barletta-Spinazzola nel territorio di Minervino Murge, dal quale dista 9 chilometri per strada ferrata, il cui nome deriva da una sorgente locale dove un tempo i pastori portavano le pecore al bagno prima della tosatura.

## Storia
La stazione di Acquatetta fa parte della linea ferroviaria Barletta-Spinazzola, inaugurata nel 1895, della quale ha seguito tutte le vicende. È stata dismessa dalla Società Ferrovie dello Stato nel 1985 a seguito dei tagli imposti dall'allora Ministro dei Trasporti Claudio Signorile. Nello stesso periodo, con la motivazione ufficiale della scarsità di traffico, furono dismesse le fermate e stazioni intermedie di Monte Altino, Casalonga, Cefalicchio e Paredano. Nonostante le commemorazioni svoltesi nel 2005 per festeggiare il 110º anno dall'istituzione e i miglioramenti apportati alla stazione di Canne della Battaglia,, la linea Barletta-Spinazzola non svolge più servizio regolare di trasporto passeggeri. Inizialmente ideata per scopi militari (unire cioè velocemente l'Adriatico al Tirreno proseguendo da Spinazzola verso l'interno in direzione Rocchetta S. Antonio), si pensava potesse anche servire gli agricoltori e i braccianti del territorio, facilitando ai primi i trasporti delle derrate agricole, soprattutto uva e vino, verso la città di Barletta dalla quale potevano raggiungere velocemente le destinazioni del Nord, nel contempo favorendo gli spostamenti dei lavoratori verso le numerose masserie lungo il percorso.
La stazione di Acquatetta è prossima al Parco Nazionale dell'Alta Murgia, geosito di grande interesse tutelato dall'Unesco. I tentativi di valorizzare la ferrovia con iniziative culturali in modo da incrementare il turismo locale hanno prodotto risultati incoraggianti.

## Le origini del nome
La stazione di Acquatetta prende il nome dall'omonima contrada il cui toponimo è composto dal latino aqua(m) e tecta(m), cioè "acqua nascosta". Deriva con buone probabilità da una sorgente locale dove un tempo i pastori portavano le pecore al bagno prima della tosatura. 
Da rilevare che tutta la zona è caratterizzata da una particolare carsificazione (differente per profondità e permeabilità rispetto alla generalità delle Murge) che ha consentito la formazione di un reticolo idrografico abbastanza significativo di acque superficiali con varie sorgenti e piccoli corsi d'acqua i quali, più a valle - ad ovest della stazione - in Contrada Ulmeta si radunano assieme ad altre sorgenti di derivazione lucana formando  quello che è l'inizio del corso del torrente Locone che confluisce, pochi chilometri più a nord, nel grande invaso del Locone che è, per grandezza, la seconda diga in terra battuta d'Europa. Da questa abbondanza di acque si desume derivi quindi l'appellativo della contrada che ha determinato il nome della stazione di Acquatetta.